# Guillermo Díaz Gastambide
Guillermo Díaz, vollständiger Name Guillermo Díaz Gastambide, (* 31. Dezember 1979 in Montevideo) ist ein ehemaliger uruguayischer Fußballspieler.

## Verein
Der je nach Quellenlage 1,80 Meter oder 1,83 Meter große Defensivakteur spielte im Jahr 2002 für den seinerzeitigen uruguayischen Zweitligisten Rentistas und absolvierte dort in Apertura und Clausura 2002 28 Begegnungen (ein Tor) der Segunda División. 2003 bis 2004 wird eine Station bei Peñarol für Díaz geführt. In der Spielzeit 2007/08 stehen für ihn 15 Einsätze in der Clausura für Juventud in der Primera División zu Buche. Im selben Jahr schloss er sich dem honduranischen Verein Motagua an. Dort bestritt er von der Apertura 2008 bis zur Clausura 2010 insgesamt 71 Ligapartien (drei Tore). Auch kam er mindestens in zwei Begegnungen der Copa Sudamericana zum Einsatz. Zum Jahreswechsel schloss er sich dann dem peruanischen Klub Melgar an. Dort sind im Jahr 2011 20 absolvierte Ligaspiele für ihn verzeichnet. Anfang Januar 2012 wechselte er zurück nach Uruguay. Dort verpflichtete er sich beim Erstligisten El Tanque Sisley. Für seinen letzten Klub bestritt er 35 Partien in der Primera División, davon bis zu seinem letzten Einsatz am 15. Dezember 2013 neun in der Apertura 2013. Nach jener Apertura beendete er seine Karriere.